# Sidi Daoud (Algérie)
Pour les articles homonymes, voir Sidi Daoud et Abbo.

Sidi Daoud (en kabyle : Sidi Dawed, en arabe: سيدي داود, Bois-Sacré puis Abbo pendant la colonisation française) est une commune algérienne de la wilaya de Boumerdès, dans la daïra de Baghlia dans la région de Kabylie. Elle se trouve à 12 km au sud-ouest de Dellys et à 47 km de Boumerdès, chef-lieu de la wilaya, à 32 km de Tizi-Ouzou et à 92 km environ de la capitale Alger.

## Géographie
La commune se situe au nord-est de la wilaya de Boumerdes, sur le littoral méditerranéen, entourée par les villes de Dellys, Djinet et Baghlia. Elle se caractérise par la présence d'une façade littorale de plus de 7 km de linéaire côtier, dont différents plages comme : plage de Ain-Essania,  plage Bleu, plage Es Sahel & plage de Belle Vue a Sahel Bou-Berak . 
Elle se situe à l'embouchure du Sebaou (Asif N Sebaw).
Sidi Daoud englobe les agglomérations suivantes :    
- Sidi Daoud -Ville (Chef-lieu) ;
- Bou-Berak ;
- Sahel Bou-berak ;
- Souanine ;
- Ouled M'hamed ;
- Ouled Abdellah ;
- Ouled Taleb ;
- Ouled Si Djilali ;
- Ouled M'barek ;
- Ouled Si Hamani ;
- Ouled Si Mokdad
- El Ghoraf ;
- Gribissa ;
- Smaichia ;
- Nssisa ;
- El machraa ;
- Haouch Mahmoud ;
- Laamarna ;
- Laaziba ;
- Lala Aouda;
- Sriha ;
- Geulffan;
- Tala Bouamar;
- El Baaziz ;
- El Kolèa ;
- Bouakhra ;
- Chehiba ;
- Hamrouna ;
- Maasoum ;
- Djeghabet ;
- Laanatra ;
- Serghine .

| Mer Méditerranée, Djinet | Mer Méditerranée     | Mer Méditerranée, Dellys |
| Djinet                   | Sidi Daoud           | Dellys, Ben Choud        |
| Djinet, Ouled Aïssa      | Ouled Aïssa, Baghlia | Ben Choud, Baghlia       |

## Routes
La commune de Sidi Daoud est desservie par plusieurs routes :  
- Route nationale 24 (RN24) : Alger, Dellys et Béjaïa ;
- Route wilayale 18 (RW18) : Bordj Menaïel  et Sidi daoud ;
- Route wilayale 02 ( RW02) : Sidi Daoud et Naciria ;

## Histoire

### Présence turque
La zone autour de Sidi Daoud s'appelait Issers-Djedian du nom de la tribu qui l'habitait. Les Issers-El-Djedian faisaient partie pour la domination turque de la grande tribu des Issers, qui s’étendait depuis Dellys jusqu'aux beni-Jaad. 
La grande tribu des Issers, tenait évidemment son nom de la rivière qui arrose une partie considérable de son territoire, la fraction des Issers-El-Djedian parait avoir reçue cette dénomination a cause des nombreux troupeaux de chèvre qu'elle élevait.
La tribu était autre fois divisée en quatre fractions : El-merabtin, le Bou-berak , El-djedian proprement dit , et Takdempt. Cette dernière fraction a été détachée des Issers-El-Djedian pour être remise au territoire civile de Dellys, par décret du 13 décembre 1856.

### Présence française
Avant l’insurrection de 1871 quelques groupes de colons s’étaient installés dans le pays Kabyles et sur la côte de Dellys en 1844. Dans la vallée du Sebaou, l’on constitua ou l’on reconstitua en 1872, Bois–Sacré (futur Abbo) avec une population recensée, en 1877, à 268 habitant.
Bois-Sacré, par déformation de Bou-Aakri ou Bou-Sikri (le lieu du soldat), nom arabe du lieu choisi pour l'implantation du village (arrêté « gouvernatorial » décidant la création du centre de Bois–Sacré est promulgué le 8 juin 1872).
Le village est érigé en commune de plein exercice en 1879 après avoir été rattaché d'abord à la commune indigène de Dellys dès sa création, après avec la commune mixte des Issers de 1876 à 1878. Celle-ci a été créée par arrêté du 28 août 1875, elle était composée des villages de : Haussonvillier, Kouanin, Bois-Sacré, le hameau du Cap Djinet et les douars de Bou-Berak, Ain-Mouder, Ouled-Smir, Raicha Rouafa. Elle était du ressort de la sous-préfecture de Tizi-Ouzou.
Au tableau de 1884 la commune de plein exercice de Bois-Sacré était composée :
- Bois-Sacré : 304 habitants dont 285 français, superficie 2 047 hectares ;
- Bou-Berak, douar et fermes : 1 325 habitants, superficie 2 414 hectares ;
- Ain-Mouder, douar : 862 habitants, superficie 1 475 hectares ;
- El Djedian, douar : 854 habitants, superficie 173 hectares ;
- Ouled-Aissa, douar : 2 887 habitants, superficie 3 300 hectares.

En 1909, il prend officiellement le nom de Abbo, en souvenir de son fondateur et sur la demande expresse du conseil municipal acceptée par le décret du 15 novembre 1908.
Les maires jusqu'en 1962 :
- 1879 - Abbo Adraste : Dès la création du village, il a le statut d'Adjoint spécial de la commune indigène de Dellys. Il est destitué de cette fonction en octobre 1873 et remplacé par M. Revol, à la suite d'une enquête administrative sur plainte de ses concitoyens. Il retrouve son poste en 1875 avant de devenir maire en 1879 lors de l'accession de la commune au statut de commune de plein exercice ;
- 1896 - Truchi Jean-Baptiste : Il succède au fondateur du village qui s'est retiré à Bône, près de son fils Rémus, directeur des vignobles de la société domaniale de la banque d'Algérie depuis 1886 et secrétaire général du syndicat de la Seybouse en 1892 ;
- 1904 - Jean Tardieu ;
- 1918 - Abbo Gabriel : Petit-fils du fondateur du village, il sera constamment réélu jusqu'à son décès en 1954. Élu député de 1921 (il remplace Eugène Lefebvre, décédé) à 1924, puis conseiller général d'Alger, il occupera de nombreuses fonctions tant politiques qu'associatives (Président de l'Association des maires d'Algérie, de la viticulture, fondateur de la cave coopérative d'Abbo, etc.) ;
- 1954 - Tardieu Fernand : il sera le dernier Maire du village jusqu'à l'exode en 1962.

|     | Prénoms et noms      | Début du mandat | Fin du mandat  |
| 1er | Adraste Abbo         | 1879            | 1896           |
| 2e  | Jean-Baptiste Truchi | 1896            | 1904           |
| 3e  | Jean Tardieu         | 1904            | 1916           |
| 4e  | Valence              | 1916            | 1918           |
| 5e  | Gabriel Abbo         | 1918            | 1954           |
| 6e  | Fernand Tardieu      | 1954            | 5 juillet 1962 |

## Administration

### Colonisation française
Le centre de population de Bois-Sacré est créé par arrêté du 8 juin 1872. Il est érigé en commune de plein exercice par décret du 23 juillet 1878, modifiée par décret du 17 avril 1884 et prend le nom d’Abbo par décret du 15 novembre 1908.
Il est rattaché au département de Grande-Kabylie en 1956.

### De Tizi Ouzou à Boumerdès
Avant le découpage administratif de 1984, la commune de Sidi Daoud relevait de la wilaya de Tizi Ouzou et la daïra de Dellys, Sidi Daoud quittera la wilaya de Tizi Ouzou, pour faire désormais partie des communes rattachées à la wilaya de Boumerdès et daïra de Baghlia en 1984.

## Code postal
Le code postal de Sidi Daoud est passé par plusieurs étapes depuis l'époque coloniale jusqu'à nos jours.
Avant le découpage administratif de l'Algérie en 1984, Sidi Daoud relevait de la Wilaya de Tizi-Ouzou.
Mais après ce découpage territorial, Sidi Daoud a été rattachée à la wilaya de Boumerdès portant le numéro: 35.
De ce fait, le code postal de Sidi Daoud a pris la forme numérique générique sur cinq chiffres 35xxx.
Mais puisque Sidi Daoud dépendait de la daïra de Dellys, portant le numéro 1 dans la Wilaya de Tizi-Ouzou.avant 1984, le code postal de Sidi Daoud devint 351xx.
Puis, le chef-lieu de la commune de Sidi Daoud a reçu le numéro 5 de façon à le doter du code postal 3515x.
Finalement, le centre-ville de Sidi Daoud a reçu le numéro 0 donnant ainsi le code postal 35150.
Ainsi, Sidi Daoud a pris sa place dans la liste des codes postaux d'Algérie avec le code postal 35150.
Mais en 2008, Sidi Daoud a reçu un nouveau code postal qui est 35019 dans le cadre du renouveau qu'a entrepris Algérie Poste. 

## Population
La commune de Sidi Daoud (Abbo), qui était du ressort de la préfecture de Tizi Ouzou comprenait les douars de : Ain-Mouder, Bou-Berak et El Djedian qui forment le territoire d'Isser-El Djedian.
La population de Sidi Daoud comptait :
- 1936 : 8 852 habitants et 202 européens ;
- 1954 : 5 437 habitants et 171 européens ;
- 1960 : 2 749 habitants et 182 européens.

De nos jours (au dernier recensement) 16 900 habitants (2008).
Sa superficie totale était de 6 109 hectares.

## Santé
La commune de Sidi Daoud  est dotée d'un centre de santé (EPSP).
Les hôpitaux les plus proches se trouvent souvent à moins de 20 km : ( Dellys à 12 Km, Bordj Menaïel 25 Km . ) . L'accès aux soins reste donc relativement facile si l'on doit apprécier l’éloignement en nombre de kilomètres.

## Éducation
On y trouve 12 écoles primaires, 3 CEM et deux lycées .

## Économie
L'économie locale reste essentiellement basée sur l'agriculture. La commune de Sidi Daoud est particulièrement réputée par sa culture des raisins, Même si la ville dispose de forts potentiels de développement, les autres secteurs de l'économie, à savoir l'industrie, les services ou l'artisanat, sont très peu développés en raison de l'absence d'une vision économique et la mauvaise gouvernance de l'administration et des assemblées locales.

## Religion

### Mosquées
La commune de Sidi Daoud abrite 9 mosquées réparties sur son territoire. Ces mosquées sont administrées par la direction des affaires religieuses et des wakfs de Boumerdès sous la tutelle du Ministère des Affaires religieuses et des Wakfs.
- Mosquée En Nour ;
- Zaouia de Sidi-Amar Chèrif[9] perchée sur les hauteurs du mont de Bou-Berak, La citadelle Sidi-Amar Chèrif domine sur son versant sud les riches vallées de Baghlia et Sidi Daoud, situées a l'est de la wilaya de Boumerdes.

## Vie quotidienne
La commune dispose d'une maison des jeunes qui a été longtemps en sous-activité malgré les moyens mis à sa disposition par la direction de la jeunesse et des sports de la wilaya. Depuis le début des années 2000, l'activité culturelle, éducative et sportive revient petit à petit.
La commune dispose d'un club de football (NRBSD) 
NRB SIDI-DAOUD organise chaque année un tournoi de football regroupant les différents villages et quartiers de la commune (inter-quartiers). Cet événement a lieu entre juin et juillet.

## Personnalités liées à la commune
- Sidi-amar-cherif-Saint (Wali Saleh) de la région de Kabylie[9] ;
- Mohamed Zerbout (1936-1983), chanteur algérien de chaâbi d'origine de Sidi Daoud[10] ;
- Hocine Ziani (1953-), artiste plasticien né a Sidi Daoud ;
- Gabriel Abbo (1883-1954), homme politique français né a Sid-Daoud ;
- Mohamed Seghir Aouali dit :Moh Seghir Laama  (1910-1973), un géant de la musique chaâbi algérienne né a Sidi-Daoud ;